# خوسيه لويس لوبيز
خوسيه لويس لوبيز (بالإسبانية: José Luis López Monroy) (19 أكتوبر 1979 بمدينة مكسيكو في المكسيك - ) هو لاعب كرة قدم مكسيكي في مركز الوسط. لعب مع كروز آزول ونادي أونيفرسيداد ناسيونال ونادي بويبلا ونادي نيكاكسا وأتلاتيكو إيرابواتو وتيبورونيس روخوس دي فيراكروز ونادي موريليا الرياضي ونادي كوريكامينوس ‏ وVenados F.C. ‏.

## وصلات خارجية
- خوسيه لويس لوبيز على موقع قاعدة بيانات كرة القدم.إي يو (الإنجليزية)